# Rodrigo Bentancur
Rodrigo Bentancur Colmán (* 25. Juni 1997 in Nueva Helvecia) ist ein uruguayischer Fußballspieler. Der zentrale Mittelfeldspieler steht bei Tottenham Hotspur unter Vertrag und ist A-Nationalspieler.

## Vereine

### Boca Juniors
Bentancur lebte in den ersten rund 13 Jahren seines Lebens in Uruguay und zog, nachdem sein Vater eine Argentinierin geheiratet hatte, mit den beiden nach Argentinien. Der 1,87 Meter große Mittelfeldakteur spielte bereits ab 2009, beginnend in der „Sexta“, in den Jugendmannschaften für den argentinischen Verein Boca Juniors. Sein Debüt in der ersten Mannschaft feierte er im Rahmen der Copa de Verano im Spiel gegen Vélez Sársfield. 2015 gewann er mit dem Klub die argentinische Meisterschaft und die Copa Argentina. Dazu trug er in jenem Jahr mit 18 Einsätzen in der Primera División und 6 absolvierten Partien im nationalen Pokalwettbewerb bei. Ein Torerfolg gelang ihm dabei nicht. Auch bei seinem einzigen Einsatz im Rahmen der Copa Libertadores 2015 blieb er torlos. In der Spielzeit 2016 bestritt er elf Erstligabegegnungen (ein Tor), drei Pokalpartien (kein Tor) und wurde fünfmal (kein Tor) in der Copa Libertadores 2016 eingesetzt. In der Saison 2016/17 absolvierte er 22 Erstligaspiele (kein Tor).

### Juventus Turin
Zur Saison 2017/18 wechselte Bentancur in die italienische Serie A zu Juventus Turin und unterschrieb einen Vertrag bis 2022. Bereits im Juli 2015 hatte sich der italienische Klub mit der Zahlung von einer Million Euro eine bis zum 20. April 2017 zu ziehende Kaufoption gesichert; für den Transfer wurde dann noch eine Ablösesumme von 9,4 Millionen Euro fällig. Bei den Italienern debütierte er am 26. August 2017 in der Serie A, als er beim 4:2-Auswärtssieg gegen den FC Genua von Trainer Massimiliano Allegri in der 81. Spielminute für Miralem Pjanić eingewechselt wurde. Mit Juve gewann Betancur in den Spielzeiten 2017/18, 2018/19, 2019/20 jeweils die italienische Meisterschaft. Darüber hinaus wurde er bislang einmal italienischer Pokalsieger sowie zweimal italienischer Supercupsieger.

### Tottenham Hotspur
Am 31. Januar 2022 erhielt Bentancur einen Vertrag bis 2026 beim englischen Erstligisten Tottenham Hotspur.
Bei einem Ligaspiel gegen Leicester City am 11. Februar 2023 musste er aufgrund eines Kreuzbandrisses ausgewechselt werden.

## Nationalmannschaft

### U20-Nationalmannschaft
Bentancur gab am 19. Januar 2017 bei der U20-Südamerikameisterschaft in Ecuador sein Debüt für die U20-Nationalmannschaft Uruguays. Am vierten und letzten Spieltag desselben Turniers in der Gruppenphase, erzielte Bentancur sein erstes Tor für die U20 beim 3:0-Sieg gegen Bolivien. Im Mai wurde Bentancur für die U20-Weltmeisterschaft in den Kader Uruguays berufen. Im Laufe des Turniers wurde er in sechs Spielen eingesetzt und erreichte mit der Mannschaft den vierten Platz des Turniers in Südkorea. Im Halbfinale schied man dabei gegen Venezuela aus.

### A-Nationalmannschaft
Am 5. Oktober 2017 absolvierte Bentancur erstmals ein Spiel für die A-Nationalmannschaft Uruguays. Er wurde im WM-Qualifikationsspiel in Südamerika gegen Venezuela für die letzten 25 Minuten eingewechselt. 2018 wurde Bentancur von Uruguay-Coach Óscar Tabárez in das WM-Aufgebot für die WM 2018 in Russland berufen. Sein erstes Spiel bei einer Weltmeisterschaft absolvierte er am 15. Juni 2018 im ersten Gruppenspiel gegen Ägypten. Bentancur erreichte mit Uruguay das Viertelfinale des Turniers, in dem die Mannschaft gegen Frankreich (0:2) ausschied.
Im WM-Qualifikationsspiel am 1. Februar 2022, das gegen Venezuela mit 4:1 gewonnen wurde, erzielte Bentancur in der ersten Minute sein erstes Tor für La Celeste.

## Erfolge
Boca Juniors
- Argentinischer Meister: 2015, 2016/17
- Argentinischer Pokalsieger: 2015

Juventus Turin
- Italienischer Meister: 2017/18, 2018/19, 2019/20
- Italienischer Pokalsieger: 2017/18, 2020/21
- Italienischer Supercupsieger: 2018, 2020

Tottenham Hotspur
- Europa-League-Sieger: 2025

Nationalmannschaft
- Platz 3 bei der Copa América: 2024[10]